# Octobre 2018
Octobre 2018 est le 10e mois de l'année 2018.

## Évènements
- 1er octobre :
  - élections législatives au Québec, qui marquent la fin de 48 ans d'alternance entre libéraux et indépendantistes avec la victoire de la Coalition avenir Québec ;
  - le prix Nobel de physiologie ou médecine est décerné à James Allison et Tasuku Honjo pour leurs travaux sur la thérapie du cancer.
  - les conditions de l'Accord Canada–États-Unis–Mexique (ACEUM), qui succède à l'ALENA, sont officiellement acceptées par les trois États membres ;
- 2 octobre :
  - Gérard Mourou, Arthur Ashkin et Donna Strickland reçoivent le prix Nobel de physique pour leurs travaux sur les lasers ;
  - la disparition et l'assassinat présumé du journaliste saoudien travaillant pour le Washington Post Jamal Khashoggi dans le consulat d'Arabie saoudite à Istanbul provoque une crise diplomatique entre la Turquie et les États-Unis d'une part, et l'Arabie saoudite d'autre part ;
  - élection présidentielle en Irak.
- 3 octobre :
  - le prix Nobel de chimie est attribué à Frances Arnold pour avoir conduit « la première étude sur l'évolution dirigée des enzymes, des protéines qui catalysent les réactions chimiques » et à George Smith et à Gregory Winter pour leurs travaux sur les bactériophages ;
  - la sonde spatiale Hayabusa 2 déploie l'atterrisseur MASCOT sur l'astéroïde (162173) Ryugu.
- 5 octobre : l'activiste des droits de l'homme Nadia Murad et le gynécologue Denis Mukwege reçoivent le prix Nobel de la paix pour leur combat contre les violences sexuelles.
- 5 et 6 octobre : élections sénatoriales (1er tour) et municipales en République tchèque.
- 6 octobre :
  - élections législatives en Lettonie ;
  - un séisme dans le Nord-Ouest d'Haïti fait au moins 17 morts.
  - formation de l'ouragan Michael.
- 6 et 7 octobre : le référendum constitutionnel en Roumanie échoue faute de participation suffisante.
- 6 et 27 octobre : élections législatives au Gabon.
- 7 octobre :
  - élections générales en Bosnie-Herzégovine ;
  - élection présidentielle au Cameroun, Paul Biya est réélu pour un huitième mandat ;
  - premier tour des élections législatives et présidentielle au Brésil.
- 8 octobre : le prix de la Banque de Suède en sciences économiques en mémoire d'Alfred Nobel est décerné à William Nordhaus et Paul Romer pour avoir été parmi les premiers à intégrer les changements climatiques et l'innovation technologiques dans les analyses macroéconomiques.
- 11 octobre : accident de Soyouz MS-10 (l’équipage redescend sur Terre sain et sauf).
- 12 et 13 octobre : élections sénatoriales en République tchèque (2e tour).
- 14 octobre :
  - élections locales en Belgique, qui voit une très forte montée des écologistes ;
  - élections législatives au Luxembourg ;
  - à Rome, le pape François canonise sept personnes, dont le pape Paul VI et Óscar Romero.
- 16 octobre : en France, le gouvernement Édouard Philippe est remanié.
- 17 octobre :
  - en Crimée, 21 personnes meurent lors d’une tuerie dans un lycée à Kertch ;
  - les États-Unis annoncent leur intention de se retirer de l’Union postale universelle.
- 18 octobre :
  - meurtre de Desirée Mariottini, à Rome.
  - élections législatives au Bhoutan (2e tour), qui voient la victoire de Druk Nyamrup Tshogpa ;
  - révélations de l'enquête CumEx Files, sur une opération de fraude fiscale à l'échelle européenne.
- 19 octobre : un accident ferroviaire fait au moins 60 morts à Amritsar, en Inde.
- 20 octobre :
  - Donald Trump annonce l'intention de retirer les États-Unis du Traité sur les forces nucléaires à portée intermédiaire, traité signé avec l'URSS en 1987 ;
  - les agences spatiales européenne et japonaise lancent la mission d’exploration de Mercure BepiColombo.
- 20 et 21 octobre : élections législatives en Afghanistan, marquées par de nombreux attentats des Talibans la veille et le jour-même.
- 21 octobre :
  - élections locales en Pologne ;
  - le déraillement de train du comté de Yilan à Taïwan fait 18 morts et 187 blessés.
- 22 octobre :
  - Un colis piégé est découvert au domicile du milliardaire George Soros : début de l'affaire des colis piégés d'octobre 2018 aux États-Unis.
- 23 octobre :
  - Xi Jinping inaugure le pont Hong Kong-Zhuhai-Macao, plus long pont maritime du monde ;
  - découverte par l'expédition Black Sea MAP d'une épave quasiment intacte d'un navire de commerce grec antique remontant à environ 400 av. J.-C. au fond de la mer Noire, première fois qu'une épave entière aussi vieille est trouvée en aussi bon état, la conservation ayant été permise par la rareté en oxygène de l'eau dans cette partie de la mer Noire[1].
- 25 octobre :
  - Oleh Sentsov, emprisonné en Russie, reçoit le prix Sakharov 2018 ;
  - la diplomate Sahle-Work Zewde est élue présidente de l’Éthiopie.
- 26 octobre : élection présidentielle et référendum constitutionnel en Irlande.
- 27 octobre :
  - une fusillade dans une synagogue de Pittsburgh (États-Unis) fait 11 morts ;
  - l'hélicoptère de Vichai Srivaddhanaprabha, propriétaire du club de football Leicester City, s'écrase ; son décès est annoncé le lendemain[2].
- 28 octobre :
  - élection présidentielle en Géorgie (1er tour) ;
  - élections régionales et référendum constitutionnel en Hesse (Allemagne); les chrétiens-démocrates et les sociaux-démocrates chutent, les Verts progressent à la deuxième place et l'extrême-droite fait son entrée dans le dernier Landtag où il n'avait pas de représentation ;
  - élection présidentielle au Brésil (2e tour), Jair Bolsonaro est élu ;
  - Lewis Hamilton est sacré champion du monde de Formule 1 pour la 5e fois, devenant l'égal de Juan Manuel Fangio.
- 29 octobre : en Indonésie, le vol 610 Lion Air s’abîme en mer avec 189 personnes à bord.
- 31 octobre :
  - au Pakistan, la chrétienne Asia Bibi, condamnée pour « blasphème », est acquittée par la Cour suprême ;
  - inauguration de la statue de l'Unité, la plus haute du monde, en Inde.